# 食官
食官，中国古代官职。在秦朝和汉朝，掌管饮食的官大都以“官”为名，包括有大官、中官、私官、中私官、汤官、上官、下官、食官等。大官职位较高，又称为太官、泰官等，秩一千石，是少府下属的官职，主掌皇帝或百官的饮食。中官、私官、中私官三个官职在大官之下，秩六百石，是詹事下属的官职，主掌皇后、太后、太子、公主等饮食。汤官，秩六百石，是詹事下属的官职，主掌糕饼，后汉时主掌酒。上官和大官相同，都是职位较高的官，下官是比上官小的官。食官是詹事或奉常下属的官职，秩六百石，掌皇后、太子等饮食，或主管祭祀所用食物。